# The Bicycle Thief (Modern Family)
«The Bicycle Thief» —«El ladrón de bicis» en España— es el segundo episodio de la primera temporada de la serie de televisión Modern Family, emitido por primera vez el 30 de septiembre de 2009 en American Broadcasting Company (ABC). En el mismo, Jay intenta demostrarle a su hijastro Manny que puede ser un buen padre. Phil intenta darle una lección a su hijo Luke robándole su bicicleta, pero luego descubre que robó una equivocada. Al mismo tiempo, Cameron y Mitchell dejan a Lily en la guardería por primera vez y tratan de actuar correctamente.
Bill Wrubel escribió el guion y Jason Winer se encargó de la dirección. Una de las estrellas invitadas es Brandy Ledford, quien actúa como Desiree, una madre del colegio de Luke con la que Phil coquetea. Del mismo modo, también participan Julia Lehman como Danielle y Lindsey Stoddart como Helen. 
En su mayoría, el episodio recibió críticas positivas sobre la actuación de Ty Burrell. Por otro lado, fue visto por más de nueve millones de espectadores y cayó cuatro décimas respecto al de la semana pasada, «Pilot» en el grupo demográfico entre 18 y 49 años. Recibió una puntuación Nielsen de 3.8 en el grupo demográfico entre 18 y 49 años.

## Sinopsis
Phil (Ty Burrell) y Claire (Julie Bowen) van a dar un paseo en bicicleta con su hijo Luke (Nolan Gould), quien reutiliza la de su hermana porque no es lo suficientemente responsable como para tener una bicicleta nueva. Mientras los Dunphy cabalgan, se encuentran con Desiree (Brandy Ledford), una madre recién soltera que tiene un hijo en la escuela de Luke. 
Phil decide comprarle a Luke una bicicleta verde nueva después de que Jay (Ed O'Neill) lo ridiculizara. Cuando Phil se encuentra con una bici que es similar a la nueva de Luke, inmediatamente asume que Luke dejó la suya desprotegida. Phil se sube a la bicicleta para llevársela a casa, sintiendo que Claire se enojará con él por no escucharla. De camino a casa, se encuentra con Desiree y la ayuda a entrar en casa, ya que ella se olvidó las llaves; al salir, la bici ha desaparecido. Phil visita la tienda de bicicletas para comprar otra que pueda reemplazarla, pero cuando llega a casa y se enfrenta a Luke, se entera de que este nunca dejó la bicicleta. Cuando Phil intenta devolver la que compró, Claire lo confronta y Desiree aparece con la segunda bicicleta, diciendo que su vecina la había dejado en su garaje mientras Phil estaba en su dormitorio, lo que suena controversial. Phil finalmente coloca una de las bicicletas de reemplazo en el lugar donde había robado la segunda y se enfrenta a un par de niños que la reclaman.
La segunda línea de la trama comienza en la residencia Delgado-Pritchett, donde Jay ayuda a Manny (Rico Rodríguez) a montar un ventilador que compraron. Ambos tienen una discusión después de que una de las cuchillas del ventilador cayera y le hiciera daño a Manny, por lo que este grita que deseaba que Jay nunca se hubiera casado con Gloria (Sofía Vergara). Más tarde, Jay recibe una llamada del padre de Manny, el cual le cuenta que está muy ocupado y no puede llevar al pequeño a Disneyland como prometió, algo que a Jay no le gusta. Al salir a contárselo a Manny, inventa una excusa diciendo que su padre no podrá asistir debido a retrasos en los vuelos. Luego aparece una limusina y Jay le cuenta que fue enviada por su padre para llevarlos a los tres a Disneyland, aunque originalmente era para un viaje de Jay y Gloria.
En la tercera línea de la trama del episodio, Cameron (Eric Stonestreet) y Mitchell (Jesse Tyler Ferguson) van a la guardería con Lily (Ella Hiller y Jaden Hiller). Cuando descubren que todos los demás niños están más avanzados que Lily, deciden robar algunos bloques que otro niño ha apilado y afirman que la niña lo hizo. Al percatarse de que las clases son grabadas, se van rápidamente.

## Producción

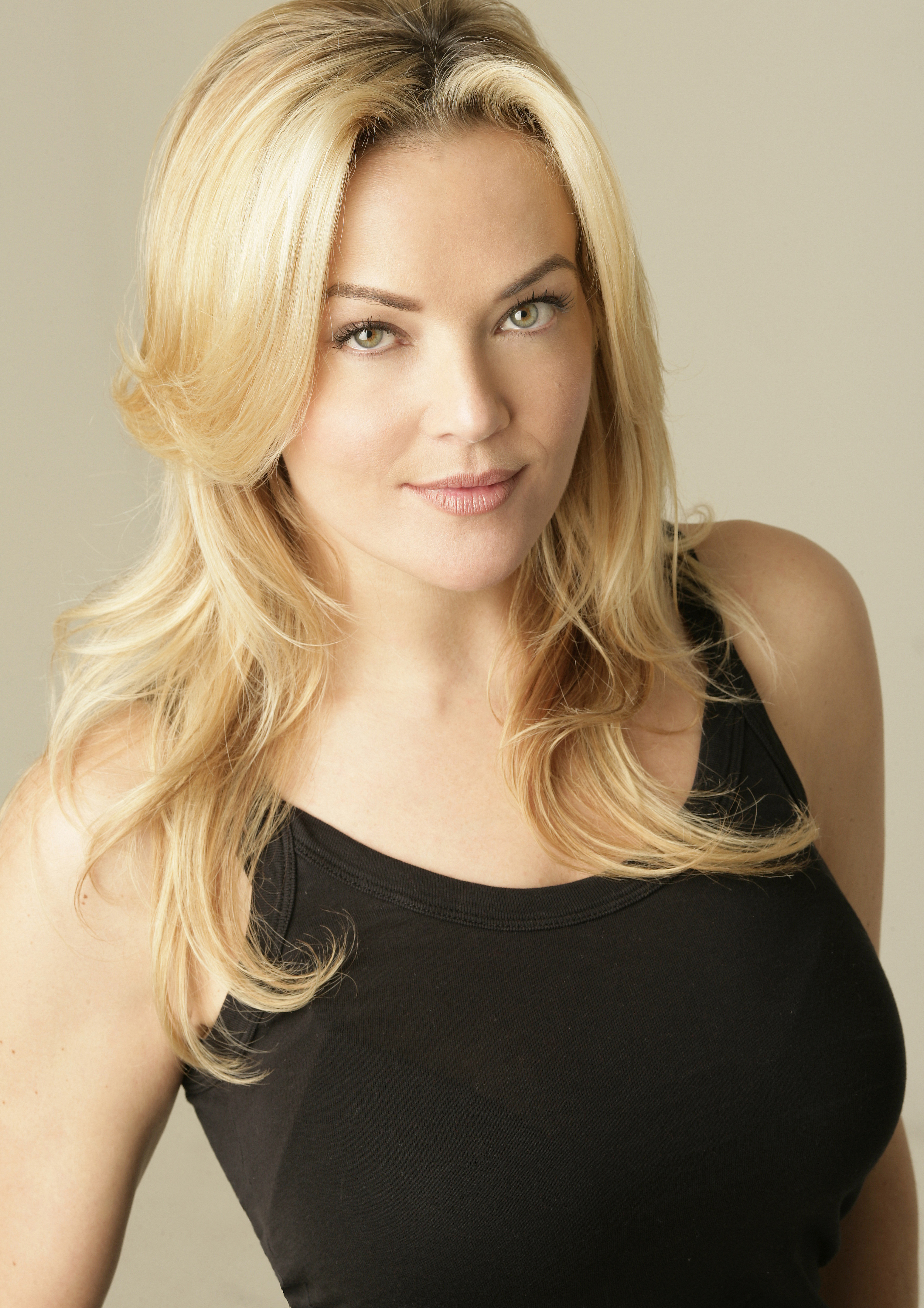
Brandy Ledford fue una de las estrellas invitadas.

«The Bicycle Thief» fue escrito por Bill Wrubel y dirigido por Jason Winer. Brandy Ledford, quien actúa como Desiree, una madre del colegio de Luke con la que Phil coquetea, es una de las estrellas invitadas. Asimismo, participan Julia Lehman como Danielle, Lindsey Stoddart como Helen, Davis Mikaels como Anton y Kofi Natei como el vendedor de bicicletas.

## Recepción
En su emisión original en Estados Unidos el 30 de septiembre de 2009, el episodio fue visto por 9,993 millones de personas, por lo que recibió una puntuación Nielsen de 3.8, con un 10 % de participación entre personas de 18 y 49 años.
James Poniewozik, de Time, mencionó que «los personajes son una broma especial y además tienen diferentes dimensiones para cada uno. Hasta ahora, con su segundo episodio, Modern Family está llevando muy bien esa prueba». Donna Bowman, de The A.V. Club le dio al episodio una A-, argumentado que «es incluso mejor que el episodio piloto. Profundiza las neurosis que impulsan a los personajes, solidifica el estilo y se diferencia muy bien, en el tipo de historias que cuenta y el tono y método de la narración». Muchos críticos elogiaron a Ty Burrell por su interpretación de Phil Dunphy.